# Дал н-Арайде

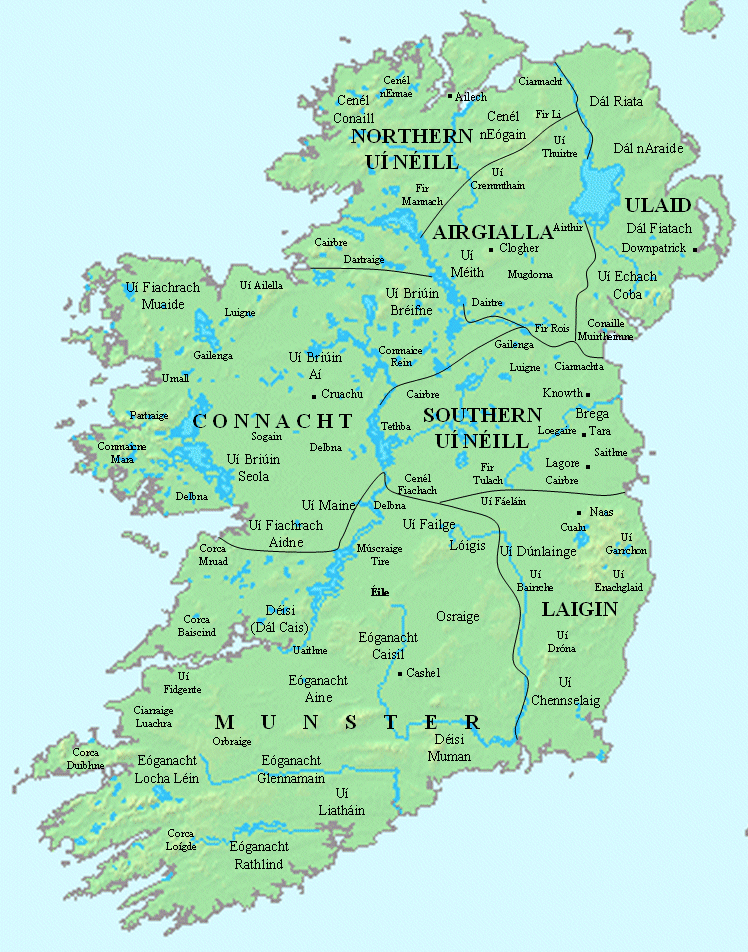
Королівства, племена, клани Ірландії в ранньому середньовіччі.

Дал н-Арайде (ірл. Dál nAraide) — королівство, входило до складу королівства Улад (Ольстер). Було розташоване на землях Рах Мор (ірл. Ráth Mor) — на сході нинішнього графства Антрім та управлялось династією з племені круїтні, що походила із землі східна Банн. Назва династії та клану. 

## Історія королівства та клану
Найвідоміший король цієї династії — Фіахне мак Баетайн (ірл. Fiachnae mac Báetáin) був королем Уладу та верховним королем Ірландії. Коли королем цього племені був Конгал Клаен (ірл. Congal Cláen) вони були розгромлені О'Нейлами у битві біля фортеці Дун Кехірнн (ірл. Dún Cethirnn) — між сучасними Лімаваді та Колерайном в 629 році, хоча король Конгал Клаен врятувався. У тому ж році вождь круїтні Маел Кайх (ірл. Mael Caích) переміг Коннада Керра (ірл. Connad Cerr) з королівства Дал Ріада в битві під Фід Еойн (ірл. Fid Eóin). Але в 637 році був укладений союз між Конгалом Клаеном та Домналлом Брекком (ірл. Domnall Brecc) з Дал Ріади. Цей союз того ж року був розгромлений, а Конгал Коен був вбитий Домналлом мак Аедо (ірл. Domnall mac Aedo) з північних О'Нейлів у битві на рівнині Маг Рох (ірл. Mag Roth) — біля сучасного міста Мойра (графство Даун). Цим О'Нейли утвердили своє панування на півночі Ірландії. 

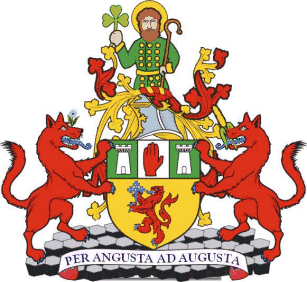
Герб сучасного графства Антрім на території якого було розташоване королівство Дал н-Арайде.

У 681 році король Дал н-Арайде Дунгал Ейлні (ірл. Dúngal Eilni) та його союзники були вбиті О'Нейлами. У літописах цю подію назвали «палаючі королі Дун Кехірн (Dún Cethirnn)». У цей період етнічна назва «круїтні» поступилась назві династії королівства Дал н-Арайде. Літописи повідомляють про війну між круїтні та королівством Ольстер у 668 році. Битва відбулась на місці нинішнього Белфаста. 
В останнє круїтні згадуються в літописах за 773 рік — повідомляється про смерть короля Флахруе мак Фіахраха (ірл. Flathruae mac Fiachrach) – короля круїтні. Потім назва зникає з літописів. Очевидно плем'я поступово розчинилося серед ірландців.